# Présentation au Temple (icône)
Pour les articles homonymes, voir Présentation au Temple.
La Présentation de Jésus au Temple (en russe : Сретение Господне ou Принесение во Храм) est une icône de la fin du XVe siècle originaire de Novgorod en Russie. Elle illustre l'évènement de la vie de Jésus relaté par Luc (Luc 2:22s). L'auteur de cette icône est inconnu.

## Personnages
Syméon, à droite de l'icône, est un personnage de l'Évangile selon Luc, qui a été averti par le Saint-Esprit qu'il ne mourrait pas avant d'avoir vu le Christ. Il vient au temple poussé par l'Esprit-Saint. C'est lui qui accomplit la prescription de la loi juive de consacrer tout mâle premier-né au Seigneur. Marie porte l'enfant vers Syméon. L'enfant Jésus est représenté exactement au centre de l'icône. Petite image blanche des couleurs de la divinité. Anne la prophétesse apparaît également dans l'évangile selon Luc 2:36-38 Elle se trouve derrière Marie. Elle assiste Syméon. Puis, derrière elle, se tient saint Joseph, père nourricier de Jésus.

## Perspective
Cette icône est un exemple de perspective inversée dans l'art de l'icône. Les lignes de ce type de perspective ne se rencontrent pas dans un point de fuite situé derrière le tableau, mais en un point situé devant le tableau. Le monde représenté dans la peinture n'est pas une fenêtre par lequel l'esprit humain pénètre dans le monde représenté, mais rayonne au contraire vers le spectateur. Le sol semble ici s'élever vers le spectateur. Le rythme des marches est légèrement inversé. La marche de devant est la plus petite des quatre. Les édifices du fond sont dessinés en axonométrie : le ciborium à gauche, la façade et les côtés du temple. La courbe du mur à gauche du tableau, vers l'avant, permet au peintre de rapprocher le fond et d'éviter une trop grande profondeur. De plus, s'il était droit, il créerait des perspectives horizontales qui se heurteraient aux lignes verticales du temple. Il donnerait trop d'espace vide devant le temple. Il aurait écarté la scène de son unité de lieu. Au-dessus du mur se trouve un baldaquin rouge dessiné à plat. Il permet de signifier que la scène se déroule à l'intérieur et concourt également à l'unité de lieu. Le petit baldaquin du côté droit, au-dessus de Syméon, joue le même rôle pour l'intérieur du Temple. Le dos voûté de Syméon referme la scène du côté droit comme la courbe du mur du côté gauche. La position de son corps sur tout l'espace qu'il occupe traduit l'émotion ressentie à la suite de la réalisation de la promesse qui lui a été faite et qu'il voit réalisée.

## Position des personnages
Marie, Joseph et Anne, se tiennent debout sur un parterre de pelouse. Cette représentation de l'herbe est une caractéristique de l'École iconographique de Novgorod. Elle permet de préciser la position des personnages sur le sol. Les personnages ne sont plus suspendus en l'air. Cela présente une certaine analogie avec la peinture d'Europe où les frères Hubert van Eyck et Jan Van Eyck, par exemple, positionnent les personnages par rapport à un sol carrelé. Le décalage des trois personnages qui se suivent est ici rendu perceptible du fait du tapis d'herbe .  